# Notbindartjärnen
Notbindartjärnen är en sjö i Hällefors kommun i Västmanland och ingår i Göta älvs huvudavrinningsområde. Sjön är 8,5 meter djup, har en yta på 0,027 kvadratkilometer och befinner sig 191 meter över havet.